# Nana marró
Les nanes marrons són objectes substel·lars que, tot i que són més massius que els planetes gegants gasosos més massius, (a diferència d'una estel de seqüència principal), no són prou massius per mantenir la fusió nuclear d'⁣hidrogen ordinari (1H) en heli en els seus nuclis. Més petites que les estrelles menys massives, aproximadament entre 13 i 80 vegades la de Júpiter (MJ), són prou massives per fusionar deuteri (2H) i les més massives (> 65 MJ) poden fusionar liti (7Li).
Els astrònoms classifiquen els objectes auto-lluminosos per tipus espectral, una distinció íntimament lligada a la temperatura superficial, i les nanes marrons ocupen els tipus M, L, T i Y. Com que les nanes marrons no pateixen una fusió estable d'hidrogen, es refreden amb el temps, passant progressivament per tipus espectrals posteriors a mesura que envelleixen.
Malgrat el seu nom, a simple vista, les nanes marrons apareixien de diferents colors segons la seva temperatura. Les més càlides són possiblement taronja o vermella, mentre que les nanes marrons més fredes probablement semblen magenta o negre a l'ull humà. Les nanes marrons poden ser totalment convectives, sense capes ni diferenciació química per profunditat.
Tot i que la seva existència es va teoritzar inicialment a la dècada de 1960, no va ser fins a mitjan dècada de 1990 que es van descobrir les primeres nanes marrons sense ambigüitats. Com que les nanes marrons tenen temperatures superficials relativament baixes, no són molt brillants a les longituds d'ona visibles, i emeten la major part de la seva llum a l'⁣infraroig. Tanmateix, amb l'arribada de dispositius de detecció infrarojos més capaços, s'han identificat milers de nanes marrons. Les nanes marrons conegudes més properes es troben al sistema Luhman 16, un binari de nanes marrons de tipus L i T a uns 6,5 anys llum del Sol. Luhman 16 és el tercer sistema més proper al Sol després d'Alfa Centauri i l'Estrella de Barnard.

## Història
En 1963 l'astrofísic d'origen indi Shiv Kumar va ser el primer a estudiar teòricament l'evolució i propietats d'estrelles de massa molt inferior a les que es coneixien en aquell moment. Els seus càlculs correspondrien al que avui anomenem nanes marrons. Kumar va denominar a aquests objectes nanes negres. El nom Brown Dwarf va ser proposat en 1975 per l'astrofísica Jill Tarter, famosa per ser la portaveu del projecte SETI. La primera nana marró verificada va ser Teide 1, en 1995, en el telescopi IAC-80 de l'Observatori del Teide (Tenerife), per un grup espanyol d'astrofísics pertanyents al IAC. La nana marró millor caracteritzada és Gliese 229B, la companya de menor massa de l'estrella Gliese 229.
Té grandària de nanes grogues.

## Formació i evolució

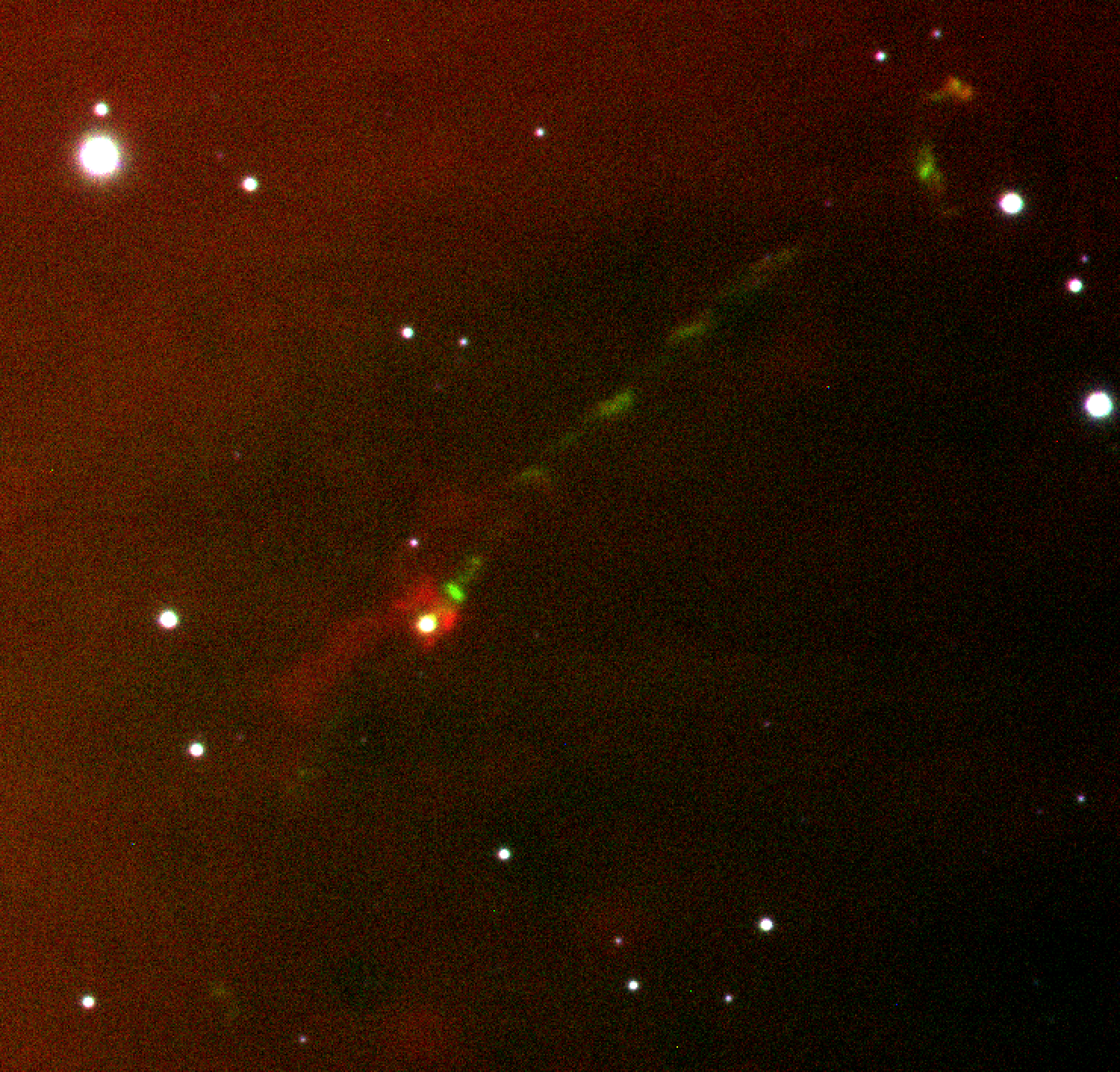
El jet HH 1165 llançat per la nana marró Mayrit 1701117 a la perifèria exterior del cúmul de sigma d'Orió

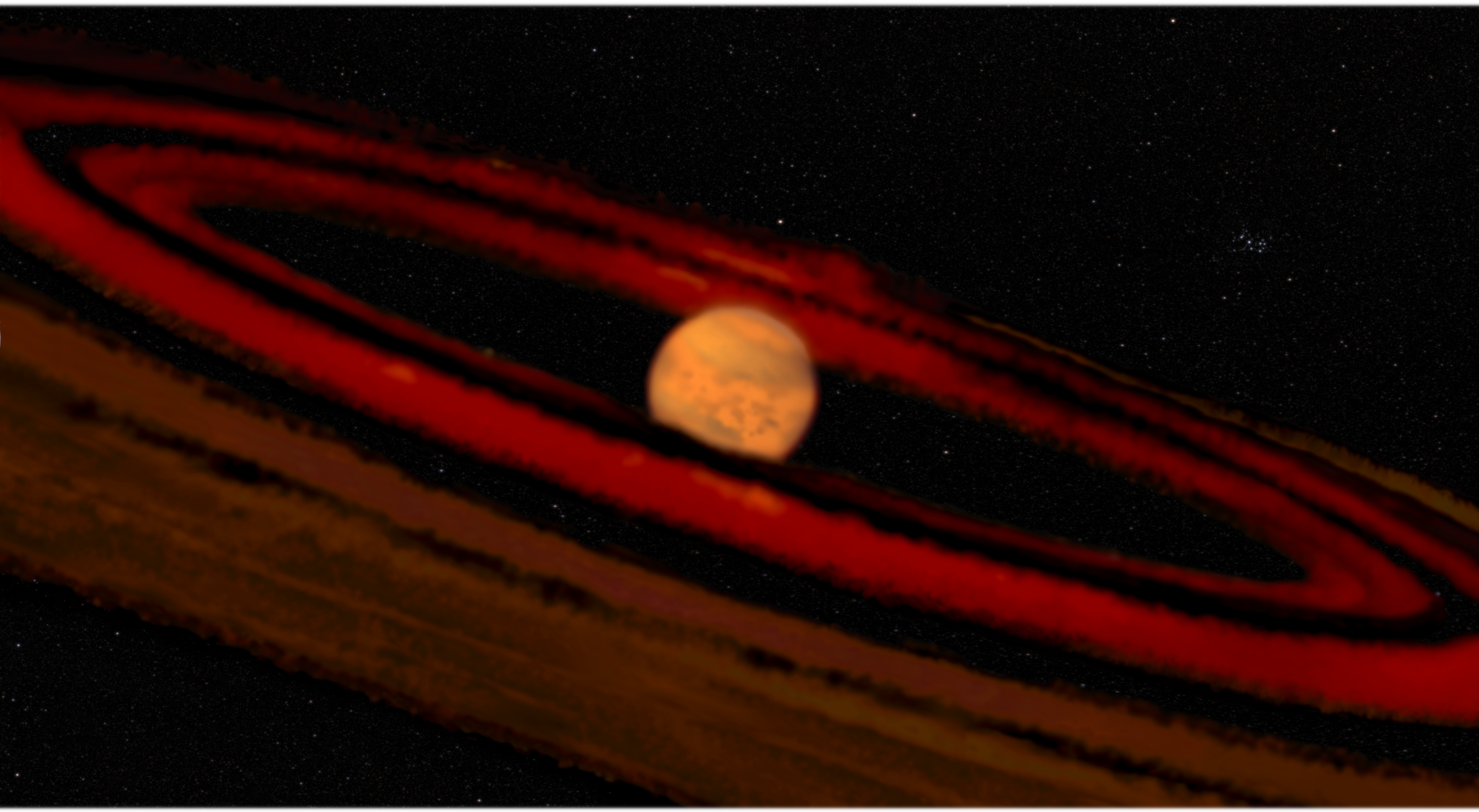
Representació artística de la nana marró W1200-7845.

Les nanes marrons es formen de manera semblant a les estrelles i estan envoltades de discs protoplanetaris, com Cha 110913−773444. A partir del 2017 només hi ha una nana protomarró coneguda que està connectada amb un gran objecte de Herbig-Haro. Es tracta de la nana marró Mayrit 1701117, que està envoltada per un pseudo-disc i un disc keplerià. Mayrit 1701117 llança el raig HH 1165 de 0,7 anys llum, vist principalment en sofre ionitzat.
S'ha trobat que els discos circumestel·lars al voltant de les nanes marrons tenen moltes de les mateixes característiques que els discos al voltant de les estrelles; per tant, s'espera que hi hagi planetes formats per acreció al voltant de nanes marrons. Donada la petita massa de discos nans marrons, la majoria dels planetes seran planetes terrestres en lloc de gegants gasosos. Si un planeta gegant orbita una nana marró a través de la nostra línia de visió, aleshores, com que tenen aproximadament el mateix diàmetre, això donaria un gran senyal per a la detecció pel trànsit. La zona d'acreció dels planetes al voltant d'una nana marró està molt a prop de la pròpia nana marró, de manera que les forces de marea tindrien un fort efecte.
El 2020, el projecte Disk Detective va descobrir la nana marró més propera amb un disc primordial associat — WISEA J120037.79-784508.3 (W1200-7845 —, quan els voluntaris de classificació van observar el seu excés d'infrarojos. Va ser revisat i analitzat per l'equip científic que va trobar que W1200-7845 tenia una probabilitat del 99,8% de ser membre de l'⁣associació de grups joves en moviment ε Chamaeleontis (ε Cha). La seva paral·laxi (utilitzant dades de Gaia DR2) el situa a una distància de 102 parsecs (o 333 anys llum) de la Terra — que es troba dins del barri solar local.
Un article del 2021 va estudiar els discos circumstel·lars al voltant de nanes marrons en associacions estel·lars que tenen uns quants milions d'anys i a una distància de 140 a 200 parsecs. Els investigadors van trobar que aquests discos no són prou massius per formar planetes en el futur. Hi ha proves en aquests discos que podrien indicar que la formació de planetes comença en etapes anteriors i que els planetes ja estan presents en aquests discos. L'evidència de l'evolució del disc inclou una disminució de la massa del disc amb el temps, el creixement del gra de pols i la sedimentació de pols. Els discos al voltant de les nanes marrons solen tenir un radi inferior a 40 unitats astronòmiques, però tres discos del núvol molecular Taure, més llunyà, tenen un radi més gran de 70 au i es van resoldre amb ALMA. Aquests discs més grans són capaços de formar planetes rocosos amb una massa >1 M 🜨. També hi ha nanes marrons amb discos en associacions de més d'uns quants milions d'anys, que podria ser una evidència que els discos al voltant de les nanes marrons necessiten més temps per dissipar-se. Especialment els discs antics (>20 Myrs) de vegades s'anomenen discs Peter Pan. Actualment, 2MASS J02265658-5327032 és l'única nana marró coneguda que té un disc de Peter Pan.

## Identificació

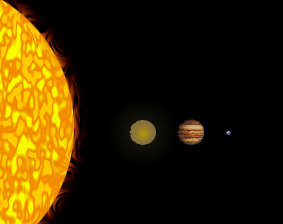
Aquesta il·lustració mostra la mida del nostre Sol comparat amb una nana marró, Júpiter i la Terra.

El liti és un element especialment interessant per diferenciar aquests objectes dels estels de baixa massa, ja que es destrueix ràpidament en les reaccions de fusió de l'hidrogen (en concret en les cadenes PPII) a causa de la seva reacció amb l'hidrogen a tan sols 1.000.000 K. Les estrelles poc massives (<0,1 M  S ) són enterament convectives, pel que els seus interiors estan ben barrejats i el liti es crema juntament amb l'hidrogen en pocs milions d'anys. En canvi, els estels de masses similars o majors que la del Sol sí que mantenen liti en les seves atmosferes, ja que la convecció no aconsegueix penetrar fins al nucli. En una nana marró, per la seva baixa massa, l'hidrogen no arriba a assolir les temperatures i pressions necessàries per desencadenar la seva fusió i el liti no es destrueix, romanent en la nana marró durant tota la seva existència. Aquest liti pot ser detectat a través dels seus espectres d'emissió característics, constituint aquesta prova la manera clàssica d'identificació de nanes marrons. La prova va ser usada per primera vegada pel grup de el IAC liderat per Rafael Rebolo. La prova no és perfecta, ja que pot haver estrelles molt poc massives en les quals la crema del liti encara no hagi conclòs a causa de la seva lentitud en les reaccions. També es va estudiar la possibilitat de mesurar l'absència de deuteri per comprovar si es tracta d'una nana marró o no, però aquesta dada es va revelar més difícil de mesurar, ja que les línies espectrals de l'hidrogen i el deuteri són molt semblants.

## Observació
L'emissió de poca energia per part d'aquests astres porta al fet que sigui molt difícil observar-los d'una manera directa des de grans distàncies. Malgrat això, diversos centenars de nanes marrons han estat identificades, amb temperatures superficials que varien entre 800 i 2000 graus Celsius. La temperatura superficial és una funció creixent amb la massa i decreixent amb l'edat de l'objecte.
A causa de la seva baixa massa, intermèdia entre els planetes gegants i les estrelles de poca massa, les nanes marrons constitueixen un vincle únic entre ambdós tipus de cossos. En particular, es desconeix la formació de les nanes marrons, no podent saber de moment si es formen com a planetes a l'interior d'un disc circumestel·lar a partir d'un nucli de material sòlid, o com estrelles a partir de la fragmentació i col·lapse gravitacional d'un núvol molecular. En 2003 es va detectar a la  constel·lació d'Orió un grup d'objectes de tipus nana marró amb masses tan petites com 5 masses jovianes.